# 大阪樟蔭女子大学
大阪樟蔭女子大学（おおさかしょういんじょしだいがく、英語: Osaka Shoin Women's University）は、大阪府東大阪市菱屋西4-2-26に本部を置く日本の私立大学。1917年創立、1949年大学設置。大学の略称は樟蔭女子大。

## 概観

### 大学全体
大阪樟蔭女子大学は、学芸学部、健康栄養学部、児童学部の3学部と、人間科学研究科の1研究科を擁する大学である。2014年度まで大阪府と奈良県にそれぞれ1ヶ所ずつキャンパスを有しており、学部ごとに使用するキャンパスが決まっていた。また、奈良県の関屋キャンパスには短期大学部も併設されていた。2015年度から大阪府の小阪キャンパスに新校舎を増築したことによりキャンパスを統合し、関屋キャンパス及び短期大学部を廃止した。

### 建学の精神（校訓・理念・学是）
大阪樟蔭女子大学では、設立当初から大学の教育理念として「社会に貢献できる女性の育成」を掲げており、以来その実現を目指して教育・研究を行っている。

## 沿革

### 略歴
大阪樟蔭女子大学は、1917年（大正6年）に設置された樟蔭高等女学校を源流とし、1949年（昭和24年）に開学した。開学当初は学芸学部のみの単科大学であったが、2001年（平成13年）に人間科学部が設置された。しかし、2009年（平成21年）に人間科学部は廃され、代わりに心理学部と児童学部が設置された。2015年（平成27年）に心理学部は学芸学部に統合されて健康栄養学部が、2025年（令和7年）に学芸学部にリベラルアーツ学科が新設された。

### 年表
- 1917年（大正6年） - 樟蔭高等女学校設立認可。
- 1918年（大正7年） - 樟蔭高等女学校本科及び専攻科設置。
- 1921年（大正10年） - 高等科設置。
- 1925年（大正14年） - 樟蔭女子専門学校設置。
- 1930年（昭和5年） - 女専家庭科設置。
- 1949年（昭和24年） - 大阪樟蔭女子大学設置。
- 1951年（昭和26年） - 大阪樟蔭女子大学附属幼稚園開設。大阪樟蔭女子大学に別科設置。
- 1987年（昭和62年） - 樟蔭女子短期大学設置。関屋キャンパス開設。
- 2001年（平成13年） - 大阪樟蔭女子大学に学芸学部日本文化史学科及び人間科学部設置、樟蔭女子短期大学を大阪樟蔭女子大学短期大学部に名称変更。
- 2002年（平成14年） - 大阪樟蔭女子大学学芸学部食物学科を食物栄養学科に名称変更し、管理栄養士課程設置。
- 2004年（平成16年） - 大阪樟蔭女子大学に大学院人間科学研究科臨床心理学科専攻設置、学芸学部インテリアデザイン学科設置。
- 2005年（平成17年） - 子ども研究所開設。大阪樟蔭女子大学大学院人間科学研究科人間栄養学専攻設置。
- 2006年（平成18年） - 学芸学部に日本国内で唯一のライフプランニング学科開設。
- 2007年（平成19年）6月10日 - 小阪キャンパス図書館内に田辺聖子文学館開館。
- 2009年（平成21年） - 大阪樟蔭女子大学人間科学部を発展的解消、心理学部および児童学部を設置。
- 2013年（平成25年） - 学芸学部インテリアデザイン学科の募集を停止。大阪樟蔭女子大学大学院人間科学研究科化粧ファッション学専攻設置。
- 2015年（平成27年）4月 - 大阪樟蔭女子大学心理学部を学芸学部に統合。健康栄養学部を設置。関屋キャンパスを廃止。関屋キャンパスに併設されていた大阪樟蔭女子大学短期大学部を廃止。[3]
- 2025年（令和7年）に学芸学部にリベラルアーツ学科開設

## 基礎データ

### 所在地
- 小阪キャンパス（大阪府東大阪市菱屋西4丁目2番26号）
- 関屋キャンパス（奈良県香芝市関屋958）（1987年（昭和62年）から2015年（平成27年）まで存在）

## 教育および研究

### 組織

#### 学部
- 学芸学部
  - 国文学科
    - 国語・国文学コース
    - 書道コース
    - 創作表現コース

  - 国際英語学科
    - グローバルコミュニケーションコース
    - 言語教育実践コース

  - 化粧ファッション学科
    - ファッション学専攻
    - 化粧学専攻
      - 化粧文化コース
      - 美容コース

  - ライフプランニング学科
    - ライフデザインコース
    - フードスタディコース

  - 心理学科
    - 総合心理コース
    - 臨床心理コース

  - リベラルアーツ学科
- 児童教育学部
  - 児童教育学科
    - 幼児保育コース
    - 児童教育コース
    - 教科保育コース
- 健康栄養学部
  - 健康栄養学科
    - 管理栄養士専攻
    - 食物栄養専攻

#### 大学院
- 人間科学研究科（修士課程）
  - 臨床心理学専攻
  - 人間栄養学専攻
  - 化粧ファッション学専攻

#### 附属機関
- こども研究所
- 食品研究所
- 日本語教育センター
- 地域文化センター
- カウンセリングセンター
- 図書館
  - 本館
  - 分館
- 田辺聖子文学館

## 大学関係者と組織

### 大学関係者一覧
- 大阪樟蔭女子大学の人物一覧

## 施設

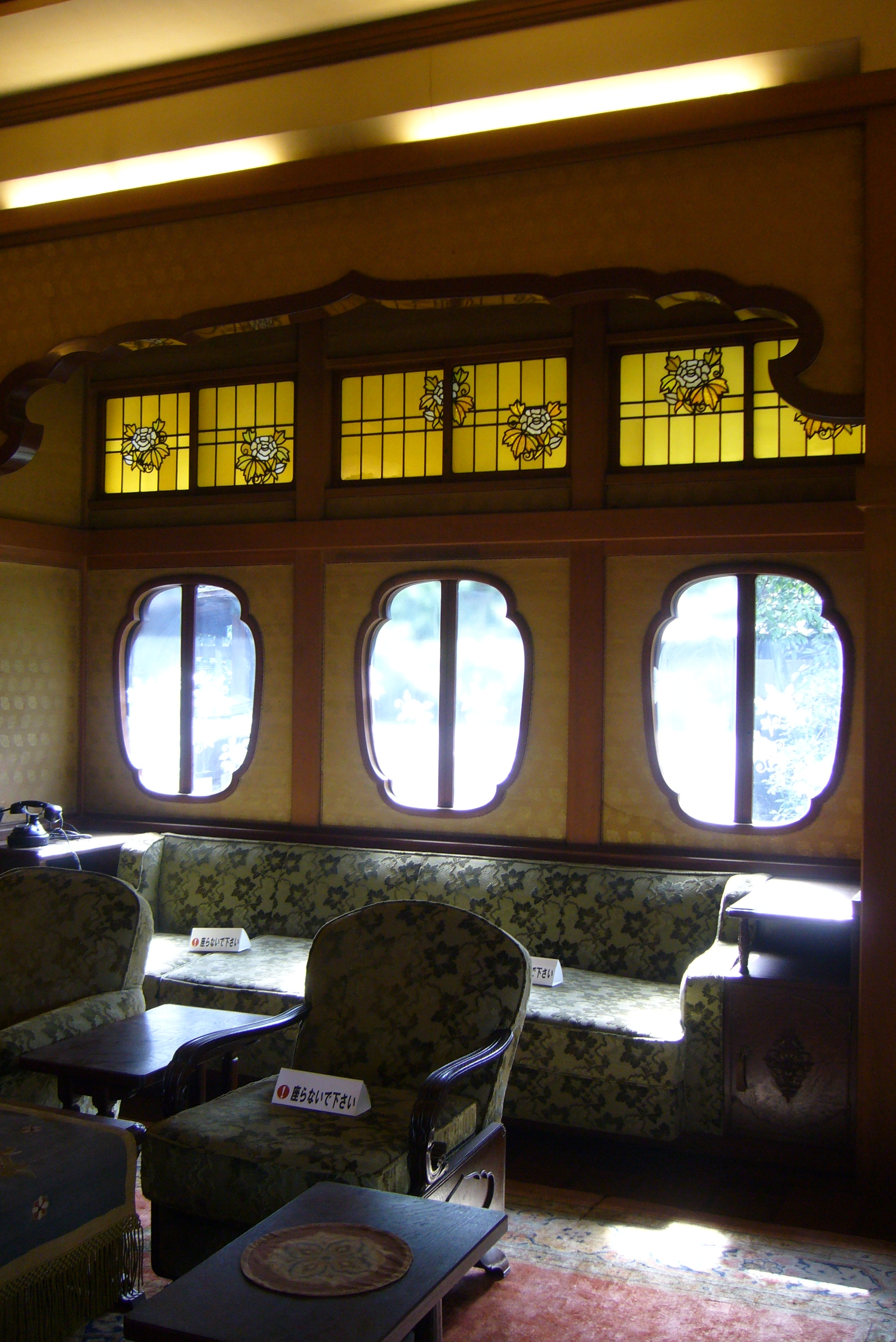
樟徳館

### キャンパス

#### 小阪キャンパス
- 使用学部：2014年度まで学芸学部。2015年度から全学部（学芸学部・児童教育学部・健康栄養学部）
- 使用研究科：大学院人間科学研究科
- 使用附属施設：図書館、田辺聖子文学館
- 交通アクセス：

近鉄奈良線河内小阪駅下車
JRおおさか東線JR河内永和駅下車
1927年（昭和2年）建築された正門すぐ横の二階建「樟蔭学園記念館」は、2000年（平成12年）に登録有形文化財に登録された。また、小阪キャンパスの数百メートル南には、樟蔭学園が所有する登録有形文化財「樟徳館」も立地する。2014年（平成26年）に10階建ての翔空館・体育館（100年会館）・学生サポート会館の清志館を新築し、翌2015年度から関屋キャンパスを統合した。

#### 関屋キャンパス（2014年度限りで廃止）
- 使用学部：心理学部、児童学部、短期大学部
- 使用研究科：大学院人間科学研究科
- 使用附属施設：カウンセリングセンター、図書館
- 交通アクセス：近鉄大阪線関屋駅下車

## 対外関係

### 他大学との協定
国際・学術交流等協定校
- フレズノ・パシフィック大学（英語版）（アメリカ・カリフォルニア州・フレズノ市）
- オークランド大学（ニュージーランド・北島・オークランド市）
- ポートランド州立大学（アメリカ・オレゴン州・ポートランド市）

### 系列校
- 樟蔭高等学校
- 樟蔭中学校

## 附属学校
- 大阪樟蔭女子大学附属幼稚園

## 公式サイト
- 大阪樟蔭女子大学 公式サイト